# Маленькая рыбка
«Маленькая рыбка» (англ. Little Fish) — американский научно-фантастический романтический фильм 2021 года режиссёра Чада Хартигана по сценарию Мэттсона Томлина. В главных ролях Оливия Кук, Джек О’Коннелл, Рауль Кастильо и Соко. Фильм повествует о начавшейся эпидемии, в результате которой люди теряют память; пара молодожёнов борется за то, чтобы сохранить свои отношения, поскольку вирус угрожает стереть и историю их любви.
Фильм был выпущен компанией IFC Films 5 февраля 2021 года .

## Сюжет
Фильм начинается с флешфорварда — сцены, в которой на берегу моря знакомятся Эмма и гуляющий с собакой Джуд. Закадровый голос Эммы сообщает, что они познакомились, когда ей было очень грустно, она сама не помнит, из-за чего.
В дальнейшем разворачивается история знакомства и брака двух молодых людей: Эмма и Джуд поженились и живут вместе. Тем временем в мире разворачивается эпидемия опасной болезни, в результате которой люди начинают терять память. Авиасообщение перекрыто, поэтому Эмма не может узнать новости о свойе матери, которая живёт в другом городе, хотя Эмма подозревает, что её мать также заболела. Ужасные последствия болезни Эмма и Джуд видят на примере своих друзей, пары музыкантов Бена и Саманты: сначала Бен стал забывать написанную им музыку, а в какой-то момент он ночью не узнал Саманту и набросился на неё с ножом.
Однажды Эмма замечает симптомы болезни у Джуда: она работает в собачьем приюте, откуда хочет взять собаку, но Джуд днём говорит, что у них уже есть одна собака и он против новой, однако вечером, не помня предыдущего, сам заговаривает про то, что хорошо бы взять ещё одну собаку. Эмма записывает Джуда на собеседование о прохождении экспериментального лечения от болезни, однако Джуд не проходит этап отбора из-за обнаружения у него в организме наркотиков (оказывается, что накануне он встретил своего приятеля-музыканта и, возможно, принял с ним кокаин). Симптомы у Джуда усиливаются: он уже не может чётко вспомнить обстоятельства знакомства с Эммой и то, была ли и как проходила их свадьба. В интернете распространяется инструкция о том, как провести операцию в домашних условиях для того, чтобы в случае успеха остановить течение болезни. Эмма пытается провести эту операцию. Однако позже оказывается, что это не помогло, и по утрам Джуд уже не понимает, кто такая Эмма, только по надписям на фотографиях, висящих на стене, он может вспомнить, что это его жена. Из разговора с другой работницей собачьего приюта Эмма начинает понимать, что симптомы болезни теперь есть и у неё.
Однажды утром Эмма и Джуд с собакой едут на прогулку к морю. Джуд, увлекающийся фотографией, снимает Эмму, но затем отдаёт ей фотоаппарат, как будто бы он снимал по её просьбе, и уходит. Эмма бросается за ним, утверждая, что она его жена, но Джуд решает, что это незнакомая ему сумасшедшая, и отбивается от Эммы. Эмма остаётся одна на берегу. Через некоторое время Джуд снова подходит к ней и происходит сцена знакомства, с которой начинался фильм.

## В ролях
- Оливия Кук — Эмма
- Джек О’Коннелл — Джуд
- Рауль Кастильо — Бен
- Соко — Саманта

## Производство
В марте 2019 года стало известно, что Оливия Кук, Джек О’Коннелл, Рауль Кастильо и Соко присоединились к актёрскому составу фильма. Брайан Кавано-Джонс, Райан Кэхилл, Тим Хедингтон, Лия Буман, Крис Фергюсон, Мэтсон Томлин стали продюсерами фильма, а Кук, Фред Бергер, Тедди Шварцман, Бен Стиллман, Майкл Хеймлер и Макс Сильва — исполнительными продюсерами.

## Релиз
Мировая премьера фильма должна была состояться на кинофестивале Tribeca 17 апреля 2020 года. Однако фестиваль был отложен из-за пандемии COVID-19. В сентябре 2020 года IFC Films приобрела права на распространение фильма и выпустила его в кинотеатрах 5 февраля 2021 года.

## Приём критиков
На сайте агрегаторе рецензий Rotten Tomatoes фильм имеет рейтинг одобрения 91 % на основе 78 обзоров, со средним рейтингом 7,3 из 10. Консенсус критиков веб-сайта гласит: «Жесткий, но волнующий, фильм использует пандемическую историю любви одной пары, чтобы продемонстрировать силу человеческих связей в трудные времена». По данным Metacritic, у фильма 71 балл из 100, фильм получил «в целом положительные отзывы».